# Alvesia
Alvesia là một chi thực vật có hoa trong họ Hoa môi (Lamiaceae).

## Loài
Chi Alvesia gồm các loài: